# 지아잔틴
지아잔틴, 제아잔틴(영어: zeaxanthin), 또는 제아크산틴은 자연에서 볼 수 있는 가장 흔한 카로티노이드 알코올 가운데 하나이다. 잔토필 순환에서 중요한 역할을 한다. 식물과 일부 미생물에서 합성되며 파프리카, 옥수수, 사프란, 구기자, 메리골드 등의 식물과 미생물에 특징적인 색을 입히는 색소이기도 하다.
식품 첨가물로서 제아잔틴은 E 번호 E161h의 식품 착색제이다.

## 안전
지아잔틴의 일일 흡수 허용량은 일일 체중 가운데 0.75 mg/kg, 70kg 성인 기준 53mg/일이다. 인간의 경우 최대 6개월 간 하루 20mg을 섭취할 경우 부작용이 없다.